# 岩倉市立五条川小学校
岩倉市立五条川小学校（いわくらしりつごじょうがわしょうがっこう）は、愛知県岩倉市にある公立小学校。

## 概要
- 校区は神野町、石仏町（岩塚、五山寺、たり（一部））、八剱町（脇之本を除く）、井上町であり、岩倉市立岩倉中学校に進学する[1]。
- 校名は、校地の東を流れる五条川に由来する。
- 昭和40年代、丹羽郡岩倉町は人口が著しく増加し、1971年に市制施行し岩倉市となる。岩倉市立岩倉北小学校の児童数も著しく増加しマンモス校となっていった。これを解消するために新設された小学校が五条川小学校である。
- 偶然ではあるが、五条川小学校の校区は、1906年まで存在した丹羽郡幼村のうち岩倉町と合併した地域にほぼ該当する。かつては旧・幼村の地域には岩倉第一尋常小学校が存在したが、1908年9月に岩倉尋常高等小学校（現・岩倉北小学校）に統合されている。

## 沿革
- 1976年（昭和51年）4月1日 - 開校。開校時の児童数は515名。

## 交通アクセス
- 名鉄犬山線石仏駅下車、徒歩約5分。

## 周辺施設
- 岩倉市立岩倉北小学校
- 一宮市立千秋東小学校
- 五条川
- 石仏駅
- ピアゴ八剱店